# Hogyan kerüljük el a klímakatasztrófát?
A Hogyan kerüljük el a klímakatasztrófát? (alcíme: Lehetőségeink a megoldást jelentő áttöréshez, eredeti angol cím: How to Avoid a Climate Disaster: The Solutions We Have and the Breakthroughs We Need) Bill Gates 2021-ben megjelent könyve. A szerző ebben a könyvében bemutatja egy évtizedes globális felmelegedéssel kapcsolatos kutatásainak eredményeit.

## Miért kell nulla kibocsátásra törekednünk?
A szerző könyve elején kifejti, hogy az emberiség által a légkörbe juttatott üvegházhatású gázok (különösen a szén-dioxid) évezredekig ott maradnak. Tehát valójában az összes kibocsátás összege egyre növeli a hőmérsékletet, aminek katasztrofális hatásai lesznek. Ezért ezeket a kibocsátásokat, amelyek jelenleg több mint 51 milliárd tonnát tesznek ki évente, nullára kell csökkentenünk. Gyorsabban és okosabban kell kihasználnunk a meglévő eszközeinket, például a nap- és a szélenergiát. Úttörő technológiákat kell létrehoznunk és alkalmaznunk, hogy megtehessük a hiányzó lépéseket. A nulla kibocsátás elérése az egyedül lehetséges opciónk. Bill Gates hangsúlyozza: mindaddig, amíg üvegház hatású gázokat bocsátunk a légkörbe, a hőmérséklet emelkedni fog.
Annak ellenére, hogy a tudomány számos kérdésben bizonytalan, két dolgot tudunk tenni a klímaváltozás ellen. Az alkalmazkodás azt jelenti, hogy megpróbáljuk minimálisra csökkenteni a  már megjelent és a még előttünk álló változások hatását. Az enyhítés azt jelenti, hogy le kell állítanunk az üvegházhatású gázok légkörbe juttatását. A tudomány jelenlegi álláspontja szerint a klímakatasztrófát már csak akkor tudjuk elkerülni, ha a gazdag országok 2050-re elérik a nulla szintű kibocsátást, és 2030-ig pedig már jelentős csökkentést érnek el. Nem sokkal később a közepes jövedelmű országoknak is követniük kell őket, idővel pedig a világ fennmaradó részének is csatlakozni kell hozzájuk.
Bill Gates helyesen mutat rá arra, hogy a gazdag országoknak nem pusztán azért kell élen járniuk a klímavédelemben, mert ők okozták a probléma oroszlánrészét, hanem azért is, mert a klímavédelemben óriási gazdasági lehetőségek vannak: azok az országok, amelyek nulla kibocsátású nagyvállalatokat és iparágakat építenek ki, az elkövetkező évtizedekben a világgazdaság vezető erői lesznek.
Bill Gates megállapítja, hogy a  közlekedés-szállítás részesedése az összkibocsátásban 16%, az áramellátásé 27%, a mezőgazdaságé 19%, az iparé 31%, míg a hűtés-fűtésé 7%.

## A zöld felár fogalma

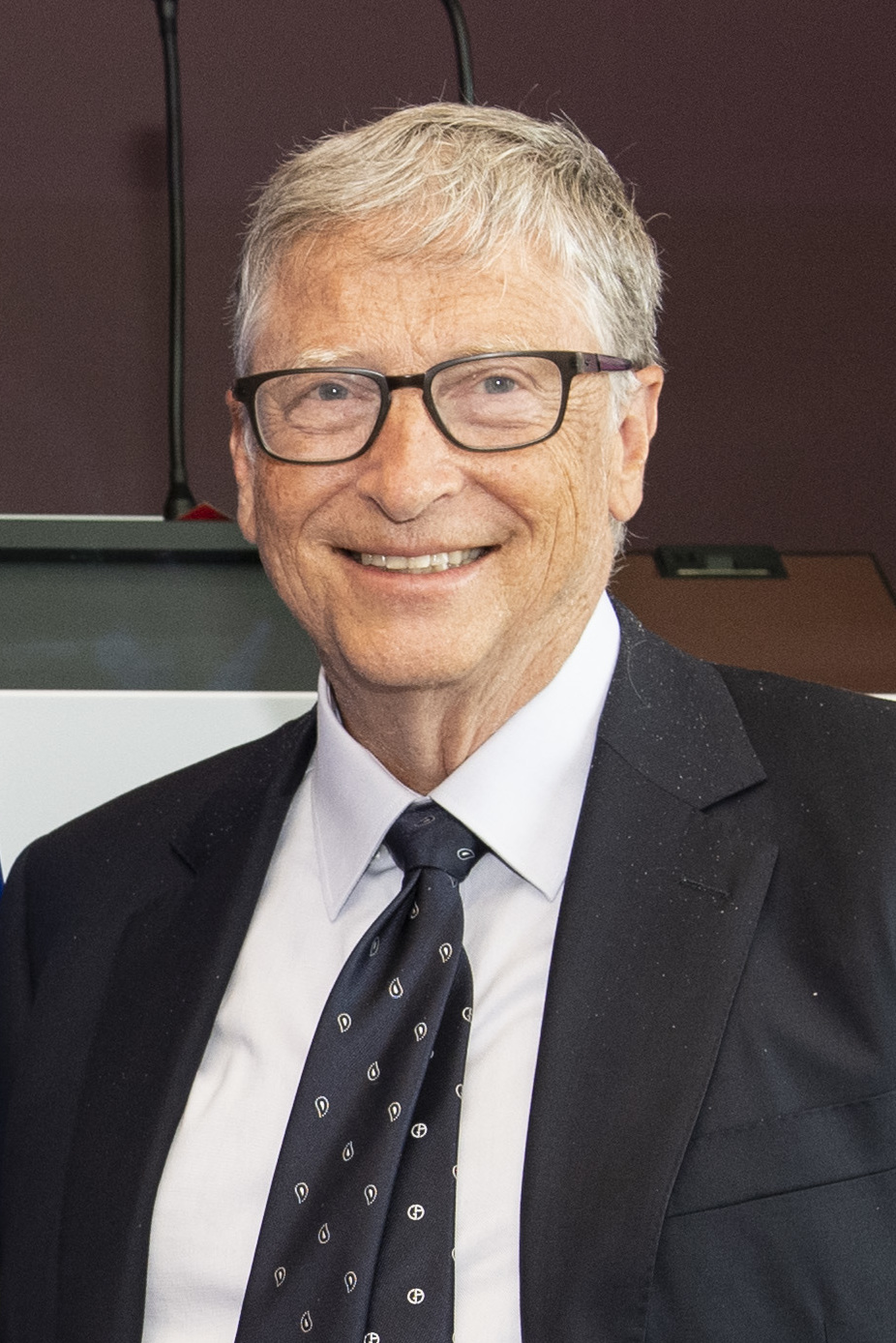
Bill Gates, 2021-ben

Amikor egy kibocsátással járó hagyományos termék árát egy kibocsátást nem okozó, azonos céllal használt termék árával hasonlítjuk össze, érdemes kiszámítanunk a kibocsátást nem okozó termék zöld felárát. Ez az a többletköltség, amely abból adódik, hogy egy tiszta technológiát választunk egy olyan technológiával szemben, amely nagyobb mennyiségű üvegházhatású gázt bocsát ki.
A hatalmas nagyságú energiagazdaságunk átállítása az üvegházhatású gázokat kibocsátó alapanyagokról és termékekről azokra, amelyek nem bocsátanak ki üvegházhatású gázokat, pénzbe fog kerülni. A megfelelő szakpolitikákkal és figyelemmel azonban csökkenthetjük a "zöld felárat". Végső soron olyan alacsony zöld felárat kell megcéloznunk, hogy a világ minden pontján a vevők a zöld alternatívát válasszák.
Bill Gates kifejti: úgy csökkenthetjük a zöld felárakat, hogy a technikai innovációra támaszkodva  a szén-dioxid kibocsátással nem járó tevékenységeket olcsóbbá, a szén-dioxid kibocsátással járó tevékenységeket pedig drágábbá tesszük. Hogyan? Ehhez (politikai döntésekre alapozva) adókat kell kivetni a fosszilis üzemanyagokra.
Amikor drágábbá tesszük a szén-dioxid kibocsátással járó tevékenységeket, tulajdonképpen adót vetünk ki rájuk. Nagyon sok környezetszennyező termék ára nem tartalmazza az adott termék által okozott környezeti kárt és az egészségkárosítást, azaz a közvetett költségeket. Ezeket a közvetett költségeket a társadalom viseli.
Az adóterhelés átstrukturálásával, azaz a jövedelemadók csökkentésével és a környezetre káros tevékenységek adójának megemelésével számos közgazdász egyetért.
Vegyük például a szénre kivetett adót. Ha ez figyelembe venné az egészségügyi kiadások szénbányászattal és az általa okozott szennyezett levegő belélegzésével járó növekedését, továbbá a savas eső és az éghajlatváltozás okozta károkat is, akkor ez ösztönzőleg hatna az olyan nem szennyező és megújuló energiaforrásokba történő befektetésekre, mint a szél- és napenergia.

## Az összkibocsátás 27%-áért felelős áramtermelés
A szerző leszögezi, hogy nagyon nehéz lesz tiszta forrásokból biztosítani a világ összes elektromosságát, hiszen még napjainkban is  az összes elektromosság kétharmadát világszerte fosszilis üzemanyagokkal termelik.
"Az összes további villamosenergia-felhasználás mellett, amiből feltevéseink szerint a szél- és napenergia jelentős részt vállal, Amerika elektromos hálózatának 2050-ig történő teljes szén-dioxid-mentesítéséhez a következő 30 éven át minden évben nagyjából 75 gigawatt új kapacitásra lesz szükségünk. (…) Az elmúlt évtizedben átlagosan 22 gigawattnyit bővítettünk. Mostantól évente  több mint háromszor annyit kell kiépítenünk, és tartanunk ezt a tempót három évtizeden át." 
A villamos energia esetében a zöld felár azt a költséget jelenti, mely abból adódik, hogy minden energiát kibocsátásmentes forrásokból, így szél-, nap-, atomenergiából biztosítunk, a szén- és földgáz-erőműveket pedig felszereljük az általuk termelt szén-dioxidot elnyelő berendezésekkel. Bill Gates emlékeztet arra, hogy nem az a cél, hogy csak megújuló energiaforrásokat, például a szél- és napenergiát használjuk, hanem, az hogy nulla szintre csökkentsük a kibocsátást.
Bill Gates leírja, hogy a zöld felár egy teljesen igazságtalan támogatási rendszerből fakad, melyben a fosszilis üzemanyagok árába nem számítják bele a klímaváltozás valódi költségét, a globális felmelegedésből  adódó bajok által okozott veszteséget.
A megújuló energiaforrásokból, például a napelemekből és a szélből előállított energia ára napjainkban egyre olcsóbb lesz. Ez hatalmas előrelépés a szén-dioxid-mentes energiaforrásokra való áttérésért folytatott versenyben, de ezek a megoldások is magukban hordozzák hátrányaikat. Amikor a nap nem süt, vagy a szél nem fúj, ezek a energiaforrások már nem tudnak áramot termelni. A jelenlegi és jövőbeli villamosenergia-igények kielégítése érdekében a tiszta energiának megbízhatónak kell lennie, ha hatékony és globálisan elfogadott akar lenni.
Bill Gates azt is kifejti, hogy az energiaellátás ingadozásából fakadó problémák  megoldásához kreatív megoldásokra van szükség. Létre kell hozni az elektromos energia tárolására alkalmas eszközöket és módszereket (akkumulátorok, termikus energia tárolásának egyéb eszközei). Modern atomenergiával működő erőművekre is szükség van. (A szerző nem foglalkozik az atomerőművek veszélyeivel.) A meglévő fosszilis tüzelőanyaggal működő erőműveket szén-dioxid szűrő rendszerekkel kell ellátni.
Modernizálni kell az elektromos hálózatokat. Ezenkívül jobb módszereket kell kifejlesztenünk arra, hogy az energiát eljuttassuk oda, ahová kell. A villamosenergia-hálózatok szabályozásának módszereiben olyan fejlesztésekre van szükség, amelyek gyorsan figyelembe veszik a keresletet és figyelembe veszik a hálózat terhelésében bekövetkező változásokat.

## Az összkibocsátás 31%-áért felelős ipar
Tovább kell fejlesztenünk az acél, a cement és a műanyagok előállítása során alkalmazott eljárásokat, mert ezen anyagok előállításának energiaigénye nagyon magas, és a végtermékek előállítása során sok szén-dioxid keletkezik.
Bill Gates részletesen megvizsgálja, hogyan lehetne csökkenteni az acélgyártás szén-dioxid kibocsátását. A cementgyártás velejárója a mészkő elégetése során keletkező kibocsátás.
A világ az olcsó betonra támaszkodik városi környezetünk építésénél. Kreatív megoldásokat kell találnunk az e folyamat során keletkező szén megkötésére és tárolására anélkül, hogy ez jelentősen befolyásolná a költségeket. A közelmúltban bebizonyosodott, fejtegeti a szerző, hogy a szén-dioxid visszasajtolása a cementbe növeli annak szilárdságát, és ennek a megoldásnak az életképességét most ipari léptékben, különböző kísérleti projektekkel bizonyítják. A következő lépés a költségek csökkentése.
A műanyagok, noha olcsón és nagy tömegben lehet őket előállítani, károsak lehetnek a talajra, a vízre és a biológiai rendszerekre. Hatékony és eredményes nagyüzemi műanyag-újrafeldolgozásra van szükség.
Bill Gates szerint az ipari tevékenységek nulla kibocsátáshoz vezető útján három célt kell elérnie az emberiségnek: 1. Minden lehetséges folyamatot villamosítani kell. Ehhez rengeteg innovációra lesz szükség. 2. Szén-dioxid mentesített villamosenergia-hálózatnak kell biztosítania a villamos energiát.  Ehhez is sok innováció kell. 3. A még ezután is fennmaradó kibocsájtást a szén-dioxid leválasztással szüntethetjük meg.

## Az összkibocsátás 19%-áért felelős mezőgazdaság
Bill Gates leírja, hogy a hústermelés jelentős mennyiségű dinitrogén-oxidot és metánt bocsát ki. Az élelmiszerek pazarlása is kibocsátással jár. Az el nem fogyasztott, megromlott élelmiszer évente 3,3 milliárd tonna szén-dioxidot termel. (Ez a globális kibocsátás 2,2%-a.)
A mezőgazdaság által felhasznált műtrágya nitrogénből áll, amely ammónia formájában a talajba juttatva növeli a növények terméshozamát, segítve ezzel növekvő népességünk táplálását, de előállítása emisszióigényes, mivel a nitrogén és a hidrogén ammóniává történő egyesítéséhez szükséges hőt gyakran fosszilis tüzelőanyagokból nyerik. A növények által fel nem használt műtrágya-felesleg a vízfolyásokba jut, vagy a levegőbe kerül dinitrogén-oxid formájában. A dinitrogén-oxid üvegházhatása  256-szor erősebb, mint a szén-dioxidé, tehát a műtrágyagyártás során olcsó és tiszta energiát kell használnunk.
Bill Gates rámutat arra is, hogy az állattenyésztés hatalmas metán, szén-dioxid és dinitrogén-oxid-kibocsátó. Vissza kell fognunk a húsfüggőségünket, és fenntarthatóbb táplálékforrásokat kell beépítenünk az életünkbe. A növényi alapú és a laboratóriumban termesztett húsok jó kezdetnek számítanak.
Az erdőgazdálkodással kapcsolatban a szerző megállapítja, hogy az erdősítés önmagában nem elegendő a fosszilis üzemanyagok elégetésével okozott problémák megoldására. Az erdőgazdálkodás úgy tud leginkább hozzájárulni a globális felmelegedés elleni harc sikeréhez, hogy csökkentjük a kivágott erdők számát.
A szerző szerint csökkentenünk kell az élelmiszerpazarlást  és a húsfogyasztást, továbbá kevesebb fosszilis tüzelőanyagot kell felhasználnunk az élelmiszerek szállítására és a műtrágya előállítására.

## Az összkibocsátás 16%-áért felelős közlekedés-szállítás
Bill Gates szerint a lehető leggyorsabban villamosítanunk kell járműparkunk nagyobb részét, és eközben növelnünk kell az alacsony kibocsátású bioüzemanyagok hatékonyságát.
Az elektromos meghajtású járművek megvásárlása egyre inkább megéri, de – figyelmeztet a szerző – csak akkor lehet felhasználni ezeket a villanymeghajtású járműveket a szén-dioxid-kibocsátások kiküszöbölésére, ha a villamos energiát nulla szén-dioxid kibocsátású forrásokból nyerjük.
A szerző rámutat arra, hogy alternatív üzemanyagokra is szükségünk van. „Egy második módszer a nulla színt elérésére, ha olyan alternatív folyékony üzemanyagokra váltunk át, amelyek már a légkörben lévő szén-dioxidot használják fel.”
A bioüzemanyagok a növényekből nyerik az energiát, de alternatív üzemanyagokat nemcsak így lehet előállítani. Bill Gates jelzi, hogy a víz hidrogénjéből és a szén-dioxidban található szénből nulla kibocsátású villamos energiával szénhidrogén üzemanyagokat állíthatunk elő. Miután ehhez villamos energiát használunk, ezeket az üzemanyagokat elektro-üzemanyagoknak is szokták nevezni. Rengeteg előnyük van. Ezek is betölthető üzemanyagok, és  miután a légkörből leválasztott szén-dioxidból készülnek, elégetésükkel nem növeljük a kibocsátások teljes mennyiségét. Az elektro-üzemanyagoknak azonban van egy hátrányuk: nagyon drágák.
Az elektro-üzemanyagok nagyon fontosak, mert a teherautókat villamosítani nem lehet, és ugyanez áll a repülőgépekre, hiszen –  mutat rá a szerző – a fosszilis üzemanyaggal működő utasszállító gép több mint háromszor olyan gyorsan repül, hatszor annyi ideig és majdnem 150-szer annyi utast szállít, mint a ma kapható legjobb elektromos repülőgép.  A szerző kiemeli, hogy milyen nagy az elektro-üzemanyagok zöld felára, és hangsúlyozza, hogy újabb innovációkra van szükség a zöld felár lecsökkentése érdekében.

## Az összkibocsátás 7%-áért felelős hűtés és fűtés
A szerző szerint ezen a területen az alábbi feladatokkal szembesülünk: 
- Az alternatív üzemanyagok árának csökkentése;
- A gázfűtéses kazánok és vízmelegítők lecserélése elektromos hőszivattyúkra;
- A villamosenergia hálózat szén-dioxid mentesítése a tiszta energiaforrások alkalmazásával;
- Innovációk alkalmazása a villamos energia termelésében, szállításában és tárolásában;
- Az energiafelhasználás hatékonyságának növelése.

## Alkalmazkodás a felmelegedő világhoz
Bill Gates szerint az emberiségnek fel kell készülnie arra az eshetőségre is, hogy egy bizonyos kritikus ponton, billenő ponton túl a klímaváltozás drasztikusan felgyorsulhat. Ebben az esetben, az ún. geo-mérnökséghez kell folyamodnunk. „Az alapgondolat abban áll, hogy átmeneti változásokat idézünk elő a Föld óceánjaiban vagy légkörében, melyek csökkentik a Föld hőmérsékletét. Ezek a változások nem arra valók, hogy felmentsenek bennünket a kibocsátások csökkentésének felelőssége alól, csak arra, hogy időt nyerjünk és össze tudjuk szedni magunkat. (…) A geo-mérnökség legtöbb elképzelése azon az ötleten alapul, hogy a légkörbe jutó üvegházhatású gázok okozta felmelegedés ellensúlyozására körülbelül 1 százalékkal kell csökkentenünk a Föld felszínét érő sugárzást.
A szerző számtalan adattal szemlélteti, mennyire súlyos következményei vannak  klímaváltozásnak. A világ szegényei lényegében semmivel sem járultak hozzá a klímaváltozáshoz, viszont a következményeit ők szenvedik meg leginkább.
Bill Gates röviden ismerteti az alkalmazkodás legfontosabb területeit, majd a költségekről is ír: „Az a bizottság, amelynek én is tagja vagyok, kiszámolta az öt kulcsfontosságú terület (korai előrejelző-rendszerek létrehozása, klímaálló infrastruktúra felépítése, terméshozamok növelése, és a mangrove-erdők védelme) költségeit, és megállapította, hogy 2020-2030 között 1,8 billió dollárnyi befektetéssel 7 billió dollárnyi hasznot lehetne elérni. Hogy arányaiban lássuk, ez egy évtizedre elosztva nagyjából a világ GDP-jének 0,2 százalékát jelentené, a befektetés négyszeres megtérülése mellett.”

## A kormányzati intézkedések szerepe
Az energiaszektorban – fejtegeti Bill Gates – nem feltétlenül a legjobb tulajdonságokkal rendelkező termék nyer. Piszkos elektromos árammal ugyanúgy ég a lámpa, mint a tisztával. Így aztán, hacsak nem történnek olyan politikai beavatkozások, mint például a szén-dioxid árának megfizettetése, úgy nincsen garancia a zöld villamos energiába fektető cég nyereségességére.
Ebben az esetben a kormánynak kell beruháznia a K+F szektorba, és a kormánynak kell megteremtenie a kedvező szabályozási környezetet. Ha a kormányok fokozatosan a valós költségeknek megfelelő szintre  emelik a szén-dioxid árát, ezzel észszerűbb döntésekre sarkallják a termelőket és a vásárlókat. Az innováció is lendületet vesz, ami pedig csökkenti a zöld felárakat.
Az államnak meg kell érteni azoknak a családoknak a gondjait is, melyek az energiaátmenet vesztesei lesznek.  A piacoknak, a politikának és a technológiának szorosan együtt kell működnie annak érdekében, hogy el tudjuk érni klímavédelmi céljainkat. Hiába hozunk meg például egy klímavédelmi intézkedést, ha nincs meg hozzá a szükséges technológia, továbbá a vállalati érdekeltséget biztosító, állam által kialakított szabályozási környezet.

## Terv a nulla színt elérésére
Lehetséges, hangsúlyozza Bill Gates, hogy a következő tíz évben olyan politikai intézkedéseket fogadjunk el, amelyek ráállítanak bennünket a 2050-ig megvalósítható komoly szén-dioxid csökkentés útjára. „Ez a tényleges különbség nem rögtön nyilvánvaló. Úgy tűnhet, hogy a »2030-ig csökkenteni« és »2050-ig elérni a nulla szintet«, egy irányba mutató célok. Vajon 2030 nem az egyik állomás a 2050 felé vezető úton? Nem feltétlenül. Ha rosszul csökkentünk 2030-ig, akár örökre elfelejthetjük a nulla szint elérését.”
A szerző hangsúlyozza, mennyire fontos az innovációk kínálatát és az innovációk iránti keresletet növelni.
Bill Gates javaslatai:
- A következő tíz évben ötszörözzük meg a tiszta energiával kapcsolatos kutatást és fejlesztést;
- Növelni kell a magas kockázatú, de nagy haszonnal kecsegtető kutatásba és fejlesztésbe történő befektetéseket;
- Jöjjön létre több olyan kormányzati program, amely egyesíti az alap- és alkalmazott kutatásokat;
- Együttműködés a kormányok és az ipar között az innovációs ciklus felgyorsítására.

Milyen intézkedésekkel lehet növelni az innováció iránti keresletet?
- Csökkenteni kell az innováció korai bevezetésének költségeit;
- Minden közbeszerzési döntésben a döntéshozóknak motiváltaknak kell lenniük arra, hogy a zöld termékekre essen a választásuk;
- Kedvező szabályozási környezetet kell teremteni az új technológiák számára;
- A szén-dioxid kibocsátásával kapcsolatban egy megfizetendő árat kell meghatározni.

Rövid távon a szén-dioxid beárazásának az az értelme, hogy a fosszilis üzemanyagok árának megemelésével megüzeni a piacnak, hogy  az üvegházhatású gázkibocsátással járó termékekhez külön költségek fognak társulni. A szén-dioxid kibocsátásra kivetett adóból származó bevételeket az állam visszaadhatja a vásárlóknak vagy vállalkozásoknak. Bill Gates azt javasolja, hogy a szén-dioxid árát a közvetlen szén-dioxid leválasztás költségeivel határozzuk meg, a bevételeket pedig a szén-dioxid levegőből való kivonására fordítsuk.

## Magyarul
- Bill Gates: Hogyan kerüljük el a klímakatasztrófát? – Lehetőségeink a megoldást jelentő áttöréshez, fordítás: Kepes János, Libri, Budapest, 2021, ISBN 978-963-433-737-9